# Noasca
Noasca é uma comuna italiana da região do Piemonte, província de Turim, com cerca de 199 habitantes. Estende-se por uma área de 77 km², tendo uma densidade populacional de 2,7 hab/km². Faz fronteira com Cogne (AO), Valsavarenche (AO), Locana, Ceresole Reale, Groscavallo, Chialamberto.

## Demografia
| Variação demográfica do município entre 1861 e 2011                               |
|                                                                                   |
| Fonte: Istituto Nazionale di Statistica (ISTAT) - Elaboração gráfica da Wikipedia |